# 和平與民主黨
和平與民主黨（英語：Peace and Democracy Party，简称BDP）是土耳其一个已不存在的親庫爾德族政党。

## 形成
前身是民主社会党，2008年改名，与库尔德工人党有联系。由塞拉赫丁·德米尔塔什和居尔滕·克沙纳克共同领导。

## 意识形态
党主席呼吁库尔德工人党解除武装。BDP是社会党国际观察成员。BDP支持土耳其加入欧盟，支持承认同性婚姻和保护LGBT人群，并且呼吁土耳其政府承认亚美尼亚大屠杀。

## 選舉
由於以政黨名單參加國會選舉需要在全國取得至少10%的得票率方可取得議席，在2011年國會選舉中，該黨支持的參選人以獨立人士身份報名參選，以避開上述針對政黨的門檻。

## 和人民民主黨的關係
人民民主黨（HDP）是BDP的兄弟党。
在2014年土耳其地方选举中，BDP与HDP在库尔德人为主的土耳其东南地区联合参选，HDP在其它地区单独参选，除此之外BDP只在梅尔辛省和科尼亚省推出了自己的候选人。
地方选举之后，双方重组为一个联合结构。2014年4月28日BDP的整个议会党团加入HDP，而BDP专门负责地区行政层级。

## 重组
2014年7月11日，在第三次大会上，该党将党名改为民主地區黨以表明只参与地方政府层面的活动。